# CHRNA6
CHRNA6‏ (Cholinergic receptor nicotinic alpha 6 subunit) هوَ بروتين يُشَفر بواسطة جين CHRNA6 في الإنسان.
تشفر جينة CHRNA6 وحدة مستقبلات النيكوتين α6 الموجودة في أنواع معينة من مستقبلات الأستيل كولين النيكوتينية الموجودة في المقام الأول في الدماغ. يتم التعبير عن مستقبلات الأستيل كولين النيكوتينية العصبية التي تحتوي على وحدات α6 على الخلايا العصبية التي تطلق الدوبامين في منتصف الدماغ، ويُعتقد أن إطلاق الدوبامين بعد تنشيط هذه الخلايا العصبية يشارك في الخصائص الإدمانية للنيكوتين. ونظرًا لتوطينها الانتقائي على الخلايا العصبية الدوبامينية، فقد تم اقتراح مستقبلات nACh المحتوية على α6 أيضًا كهدف علاجي محتمل لعلاج مرض باركنسون. بالإضافة إلى النيكوتين، أشارت الأبحاث التي أجريت على الحيوانات إلى تورط مستقبلات الأسيتيل كولين المحتوية على ألفا 6 في الخصائص المسيئة والإدمانية للإيثانول، حيث أظهر الميكاميلامين قدرة فعالة على منع هذه الخصائص.